# Adabas, Hama
Adabas, Hama (tiếng Ả Rập: عدبس) là một ngôi làng Syria nằm ở Hama Nahiyah thuộc huyện Hama ở Hama. Theo Cục Thống kê Trung ương Syria (CBS), Adabas, Hama có dân số 933 trong cuộc điều tra dân số năm 2004.